# Volkswagen Chico
Volkswagen Chico − prototypowy samochód osobowy klasy aut najmniejszych opracowany przez niemiecką markę Volkswagen w 1991 r.
Samochód miał silnik spalinowy o mocy 34 KM i pojemności 636 cm³ oraz 6-kilowatowy silnik elektryczny oraz 5-biegową manualną skrzynię biegów. Rozpędzał się do 131 km/h i miał zużywać średnio 1,4 l/100 km, a baterie napędzające silnik elektryczny znajdowały się pod podłogą bagażnika. We wnętrzu zamontowano wyświetlacz head-up, nawigację i telefon. Długość modelu wynosiła 3150 mm (mniej niż Polo), wysokość 1480 mm (więcej niż Passat), a szerokość 1600 mm.